# Kaidan
Voor de Tsjechische stad, zie Kadaň.
Kadan (of Kaidan, ook wel Qadan en dergelijke), was de zesde zoon van Ögedei Khan en zijn concubine Yelijina (业里吉纳) en daarmee een (half)broer van Güyük. Kadan was een van de leiders van de expeditie tegen Polen in 1241. Ook was Kadan een mogelijke opvolger van Güyük als khagan. 
In 1241 trok het Mongoolse leger, uit op verovering, onder leiding van Batu op tegen Oost-Europa. De troepen werden gesplitst in twee delen: de meerderheid zou Hongarije binnenvallen, terwijl een kleiner deel, onder leiding van Kaidan, en Baidar, een zoon van Chagatai, Polen onderwerpen zou. 
Aan het begin van het jaar werden Lublin, Zawichost, en Sandomierz door Kaidans leger platgebrand. Kaidan viel toen Mazovië aan, terwijl Baidar het ontruimde Krakau, de toenmalige hoofdstad van Polen, verwoestte. Vervolgens viel men gezamenlijk Breslau, de hoofdstad van Silezië, aan. Terwijl Baidar de stad begon te belegeren, trok Kaidan plots op naar Legnica op, om Hendrik de Vrome, hertog van Silezië, te verslaan voor hij zich bij het leger van Wenceslaus I van Bohemen kon voegen. Na wat schermutselingen met Koenraad I van Mazovië en zijn leger werd het Poolse leger tijdens de slag bij Legnica verpletterend verslagen. Door een groter aantal slachtoffers dan verwacht werd het plan echter veranderd en werd het Boheemse leger slechts in enkele schermutselingen aangevallen, om er voor te zorgen dat de troepen van Wenceslaus zich niet bij die van Béla IV van Hongarije konden voegen. Na het platbranden van Moravië trok het leger van Kaidan op naar dat van Batu in Hongarije.
Tijdens de winter van 1241-1242 brandschatte Kaidan Buda op weg naar Győr. Terwijl hij Székesfehérvár belegerde, moest Kaidan zijn leger wegens een onverwachte vloed terugtrekken. Hij werd toen naar Kroatië gestuurd om daar naar de gevluchte Béla IV te zoeken. Hij verwoestte Zagreb en zocht in Dalmatië, terwijl Béla op Trogir zat. Tijdens deze zoektocht werd het leger van Kaidan verslagen door een Kroatisch leger, bij Fiume. Kadan doodde zijn Hongaarse krijgsgevangenen omdat er te weinig eten was om nog te kunnen functioneren als leger. Kaidan trok op naar Ragusa, voorbijgaand aan Béla op Trogir. Terwijl hij Scutari naderde, hoorde hij dat zijn vader, Ögedei, overleden was. Kaidan verwoestte nog stukken van Bulgarije op de terugweg en zorgde er zo voor dat de jonge Kaliman I van Bulgarije een jaarlijkse schatting aan Batu, de khan van de Gouden Horde, ging betalen. 
In 1251 accepteerde Kaidan, na een steekspel tussen verschillende fracties in het Mongoolse koninklijk huis, Mangu als khagan. 
Men moet Kaidan niet verwarren met Kaidu, zijn neef. Dit is een zeer veel voorkomende fout, gebaseerd op middeleeuwse auteurs die de twee niet uit elkaar konden houden.